# Phalanstère
 (janvier 2021).

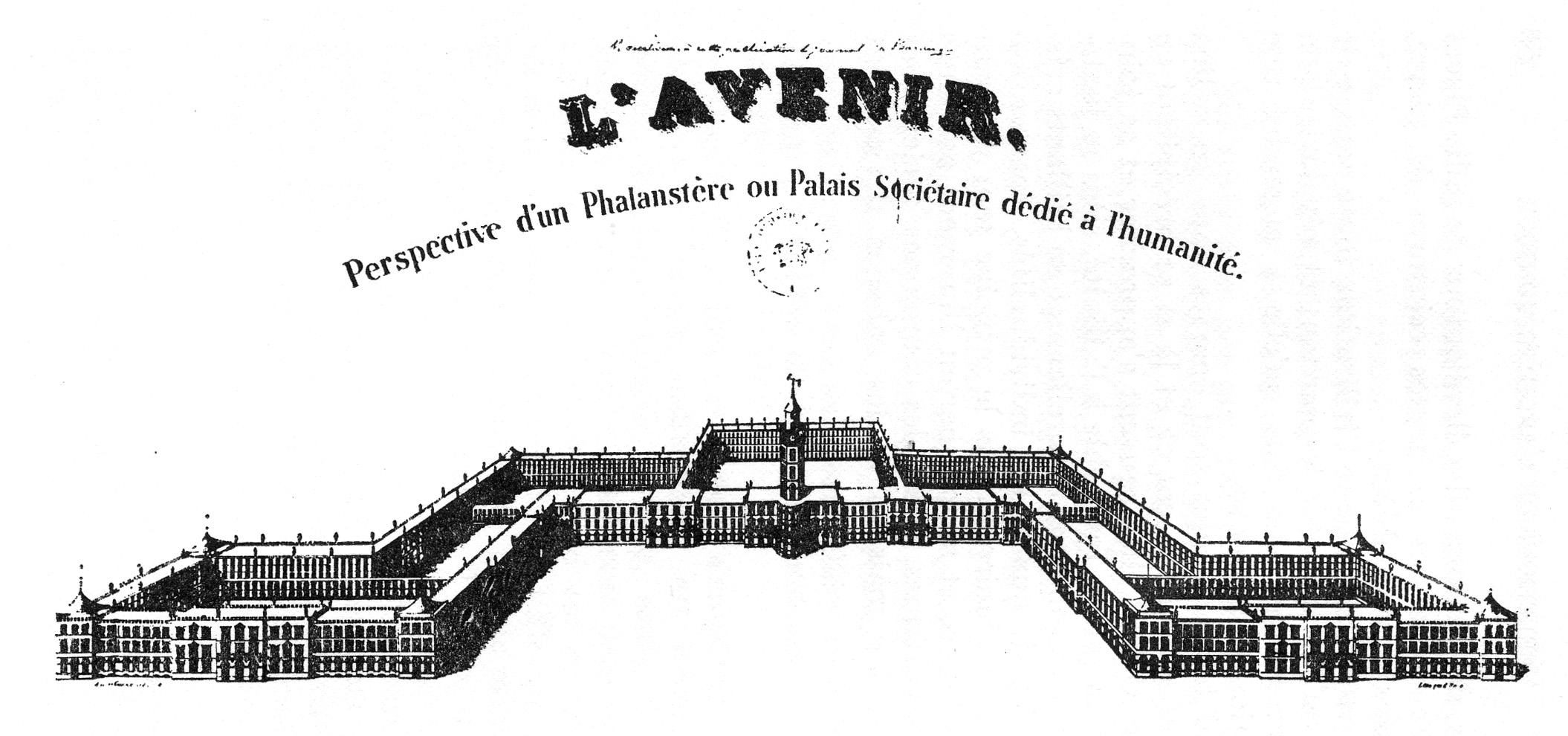
Vue perspective d'un phalanstère.

Un phalanstère (mot-valise créé par Charles Fourier, contraction de phalange et de monastère) est un regroupement organique des éléments considérés nécessaires à la vie harmonieuse d'une communauté appelée phalange. Le concept, très en faveur dans les milieux intellectuels au XIXe siècle, fut élaboré par Charles Fourier et promu par des industriels idéalistes comme Jean-Baptiste André Godin qui fut notamment à l'origine du familistère de Guise.
C'est un ensemble de logements organisés autour d'une cour couverte centrale, lieu de vie communautaire.

## Description
Dans la pensée de Charles Fourier, le phalanstère est une sorte d'hôtel coopératif pouvant accueillir quatre cents familles (environ deux mille membres) au milieu d'un domaine de quatre cents hectares où l'on cultive les fruits et les fleurs avant tout. Fourier décrit à loisir les couloirs chauffés, les grands réfectoires et les chambres agréables.
Destiné à abriter mille huit cents à deux mille sociétaires, le phalanstère est un bâtiment de très grande taille : une longueur de six cents toises, soit un peu plus d'un kilomètre, à comparer aux quelque quatre cents mètres du château de Versailles ; une surface occupée — bâti et non bâti — d'environ quatre kilomètres carrés ; des arcades, de grandes galeries facilitant les rencontres et la circulation par tous les temps ; des salles spécialisées de grande dimension (tour-horloge centrale, bourse, opéra, ateliers, cuisines) ; des appartements privés et de nombreuses salles publiques ; des ailes réservées au « caravansérail » et aux activités bruyantes ; une cour d'honneur de six cents par trois cents mètres, dans laquelle tiendrait la grande galerie du Louvre ; une cour d'hiver de trois cents mètres de côté (à comparer aux cent mètres de la place des Vosges) plantée d'arbres à feuillage persistant ; des jardins et de multiples bâtiments ruraux.

## Applications

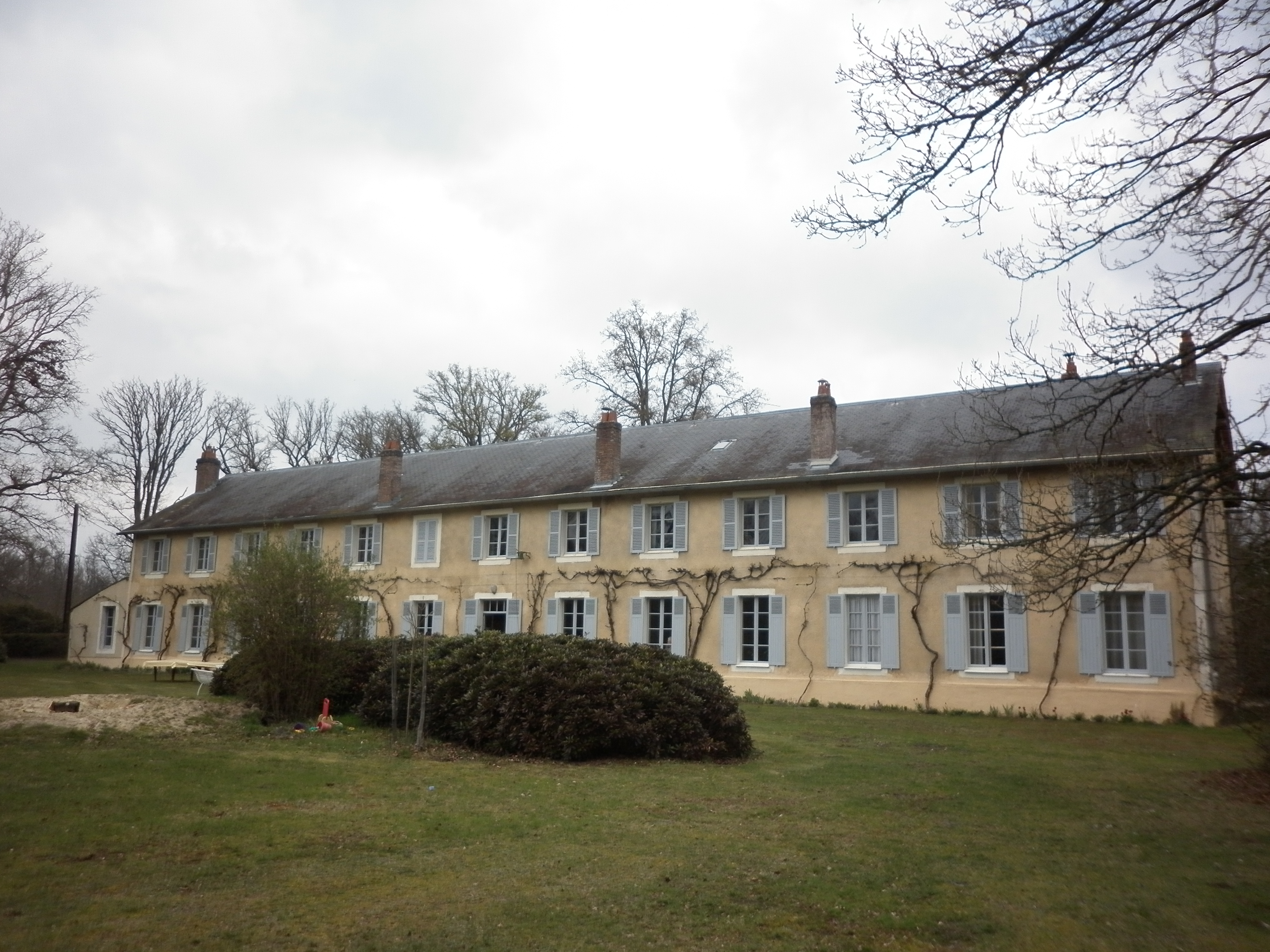
Le bâtiment principal du phalanstère, La Colonie, de Condé-sur-Vesgre.

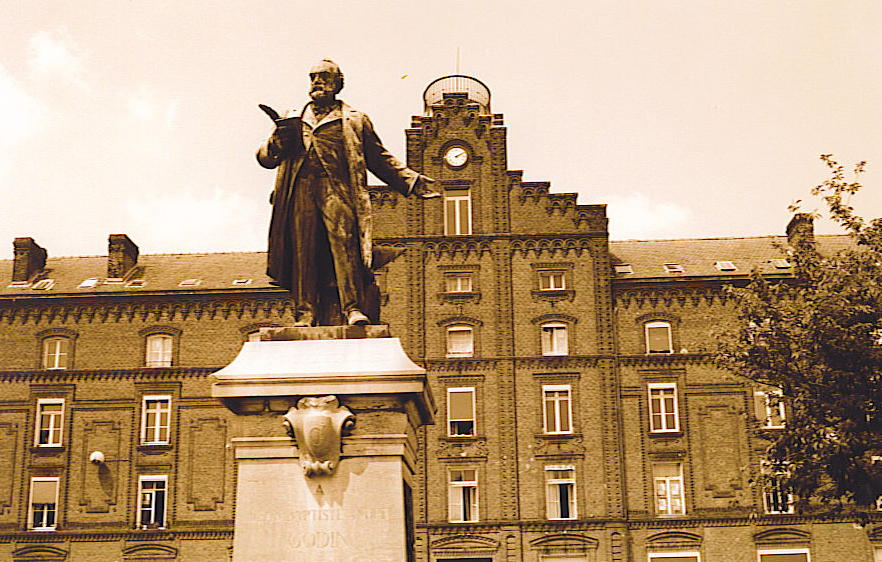
Le familistère de Godin à Guise.

Charles Fourier détaille son principe de Phalange dans son ouvrage Théorie des quatre mouvements et des destinées générales : prospectus et annonce de la découverte, Leipzig, 1808 (lire en ligne).
Les phalanstères ont fait l'objet de tentatives d'application nombreuses en France et aux États-Unis au XIXe siècle. Le plus célèbre fut le familistère de Guise (Aisne), créé par Godin sur des plans qu'il avait établis lui-même, et qui conserva sa fonction à l'identique jusqu'en 1968. Il est aujourd'hui classé au titre des monuments historiques et toujours habité.
Godin a créé un autre phalanstère en 1887 à Bruxelles, à côté de ses usines, qui a également fonctionné jusqu'en 1968. Le bâtiment, lui aussi classé, appelé familistère Godin, subsiste toujours le long du canal de Willebroeck, quai des Usines. La société Godin, pour sa part, existe toujours également (2004).
Presque tous les autres phalanstères ont échoué plus ou moins rapidement, une autre exception est celle de la Colonie sociétaire de Condé-sur-Vesgre (Yvelines). Créée en 1832 avec le soutien de Charles Fourier et Victor Considerant notamment grâce aux moyens du Dr Alexandre Baudet-Dulary, médecin et député de Seine-et-Oise. Les bâtiments existent encore dans l'actuel département des Yvelines, et les sociétaires continuent de se réunir sous l'influence de Charles Fourier.
Un phalanstère appelé La Réunion fut créé au Texas, avec l'appui de Godin, par le philosophe Victor Considerant.
L'idée a stimulé certaines initiatives dans les années 1970, notamment la Communauté de Longo Maï en Provence.

### Exemples de phalanstères
- Familistère de Guise.

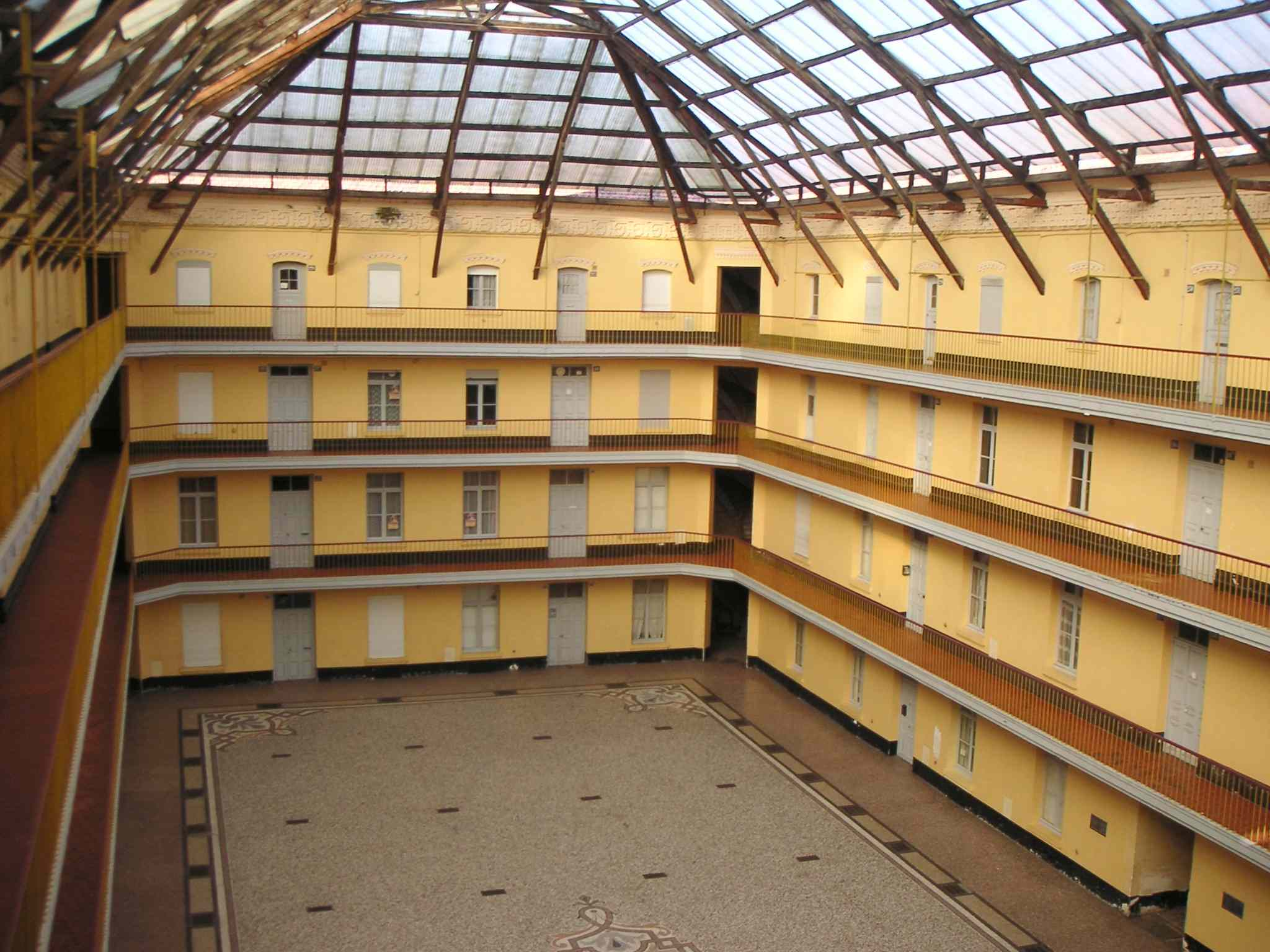
Le Familistère de Guise.

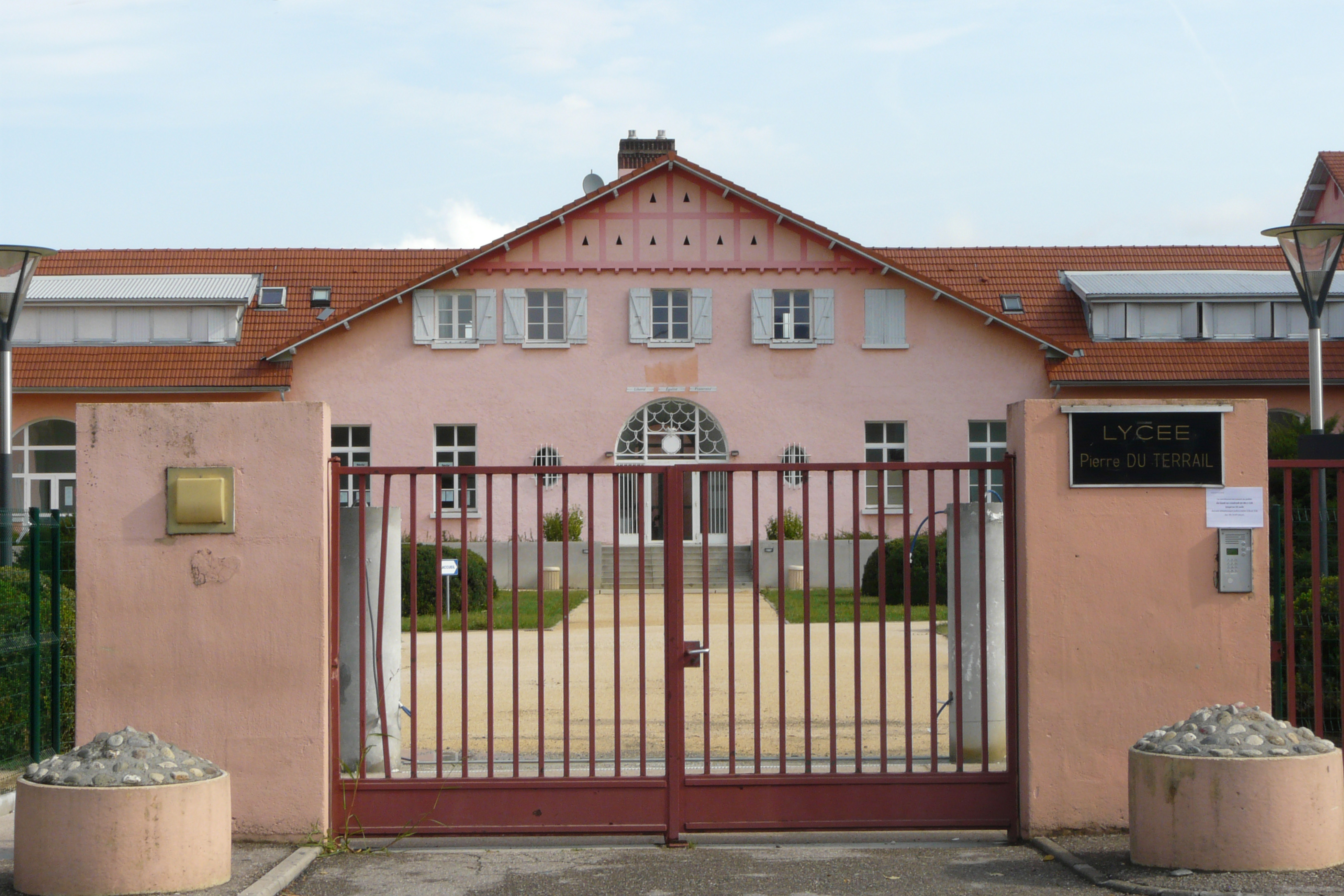
Le lycée Pierre du Terrail.

- Phalanstère de Pontcharra. Le bâtiment principal est l'actuel lycée Pierre du Terrail, les autres sont des habitations.
- La Colonie de Condé-sur-Vesgre, dans le département des Yvelines.
- En 1904, Jean Mollet, Edmond-Marie Poullain et André Salmon, adeptes du concept fouriériste, s'installent et fondent le Phalanstère au no 110 de la rue Broca à Paris.

## Postérité idéologique du phalanstère
Les colons qui se sont installés au Brésil avaient lu Charles Fourier ainsi qu'Auguste Comte. Des phalanstères ou des communautés ont été créés par des disciples de Fourier en Argentine, au Brésil, au Mexique et aux États-Unis.
Les kibboutz : le nationalisme juif contemporain, imaginé par Moses Hess (Rome et Jérusalem) s'appuie dès sa naissance sur un concept macro-économique socialiste. Les rencontres parisiennes de Moses Hess durant les années 1860 refaçonnent le modèle socialiste de départ. L'influence fouriériste et le concept d'une « fédération de micro-communautés socialistes » aboutissent au modèle économique des Amants de Sion. Ainsi, dès les années 1880, un réseau de kibboutz prend forme au Levant, selon un modèle de phalanstères. Bien qu'ayant largement évolué en cent trente années, le kibboutz israélien reste probablement le seul modèle encore existant de phalanstère.
En France, dans les années 1860, des militants fouriéristes projettent de créer des associations ou des établissements plus modestes que les phalanstères, mais appliquant certains principes sociétaires, tels que la Maison rurale d'expérimentation sociétaire de Ry (Seine-Maritime) ou les ménages sociétaires.
L'habitat participatif est également largement inspiré par les phalanstères.

## Dans les arts et la culture populaire

### Théâtre

#### Tragédie
- Une scène de la pièce La Tragédie de l'homme écrit par Imre Madách en 1861 se déroule dans un phalanstère.

### Littérature

#### Bande dessinée
- En 2001, Éric Corbeyran et Amaury Bouillez publient Le Phalanstère du bout du monde.

#### Roman
- Au chapitre X de l'ouvrage Au Bonheur des Dames écrit en 1883 par Émile Zola, il est fait mention d'une cité phalanstérienne pour décrire l'organisation des chambres des vendeuses du magasin, augmentées d'un salon de réunion où les demoiselles peuvent se retrouver.
- The Child of the Phalanstery, écrit en 1884 par Grant Allen.
- Dans Possession de A. S. Byatt en 1990, les ancêtres de l'antagoniste Mortimer Cropper sont présentés  comme ayant tenté de fonder un phalanstère au Nouveau-Mexique.
- L'intrigue du roman Arcadie d'Emmanuelle Bayack-Tam se situe dans un phalanstère.[réf. nécessaire]

### Filmographie

#### Cinéma
- Deux personnages du western Les Frères Sisters de Jacques Audiard en 2018, envisagent de prospecter ensemble de l'or et de l'utiliser pour créer un phalanstère à Dallas.

### Musique

#### Rock
- En 1968, Jean-Jacques Goldman fonde le groupe de rock Phalansters, avec Alex et Chris Gibson (futurs Gibson Brothers), en référence aux travaux de Charles Fourier[6].

#### Bases de données et dictionnaires
- Notice dans un dictionnaire ou une encyclopédie généraliste :   - Gran Enciclopèdia Catalana